# Гай Клавдій Марцелл (консул 50 року до н. е.)
Гай Клавдій Марцелл (лат. Gaius Claudius Marcellus; 93 — 40 роки до н. е.) — політичний і державний діяч Римської республіки, консул 50 року до н. е., спочатку помпеянець, згодом замирився з цезаріанцями.

## Життєпис
Походив з плебейської гілки роду Клавдіїв. Син Гая Клавдія Марцелла, претора 80 року до н. е., та Юнії, доньки Децима Юнія Брута Калаїка, консула 138 року до н. е.
У 62 році до н. е. клопотав за Публія Корнелія Суллу, якого звинувачували у змові із Луцієм Сергієм Катіліною. Займав посаду курульного еділа у 56 році до н. е. та претора — у 53 році до н. е. У 50 році до н. е. його обрано консулом разом з Луцієм Емілієм Лепідом Павлом. Був звинувачений Марком Калідієм у підкупі виборців, але виправданий. На посаді виявив себе запеклим ворогом Гая Юлія Цезаря. Марцелл неодноразово порушував питання про дострокове припинення повноважень Цезаря у Галлії та зажадав оголосити його бунтівником, якщо він не складе зброю. Після того, як сенат підтримав пропозицію Гая Куріона про одночасне дострокове припинення повноважень Гнея Помпея й Гая Цезаря, Гай Марцелл заявив протест і очолив делегацію сенаторів до Помпея. Марцелл своєю владою наказав останньому надати допомогу батьківщині, користуючись наявними легіонами, а також набрати нову армію. Розпорядився залишити в Італії та передати Помпею два легіони Цезаря, призначених для парфянської війни.
Після початку громадянської війни поміж Цезарем та Помпеєм не брав участі у бойових діях, залишаючись в Італії, а незабаром замирився з цезаріанцями. У 47 році до н. е. клопотав за помилування свого родича Марка Клавдія Марцелла. Після вбивства Цезаря намагався долучити Октавіана Августа на бік республіканців, але марно.

## Родина
Дружина — Октавія Молодша, сестра Октавіана
Діти:
- Клавдія Марцелла Старша
- Марк Клавдій Марцелл, курульний еділ 23 року до н. е.
- Клавдія Марцелла Молодша